# Chilenización del cobre
La Chilenización del Cobre se refiere a los efectos de la Ley N.° 16.425 publicada el 25 de enero de 1966 y promulgada durante la presidencia de Eduardo Frei Montalva en la minería del cobre en Chile.La chilenización consistió en la adquisición por parte del Estado de Chile de un porcentaje de acciones de las grandes compañías mineras extranjeras a través de lo que se llamó contratos ley y luego la nacionalización pactada (1969), que fue el proceso —ideado y encabezado por el ministro de Minería Alejandro Hales[cita requerida]— que culminó con la compra de la mayoría de las compañías y su control por el Estado de Chile. 
Posteriormente, bajo la presidencia de Salvador Allende, el Congreso Nacional, con votación de todos sus parlamentarios realizó la nacionalización y estatización de la gran minería del cobre, por la Ley N.° 17.450 publicada el 16 de julio de 1971.

## Antecedentes

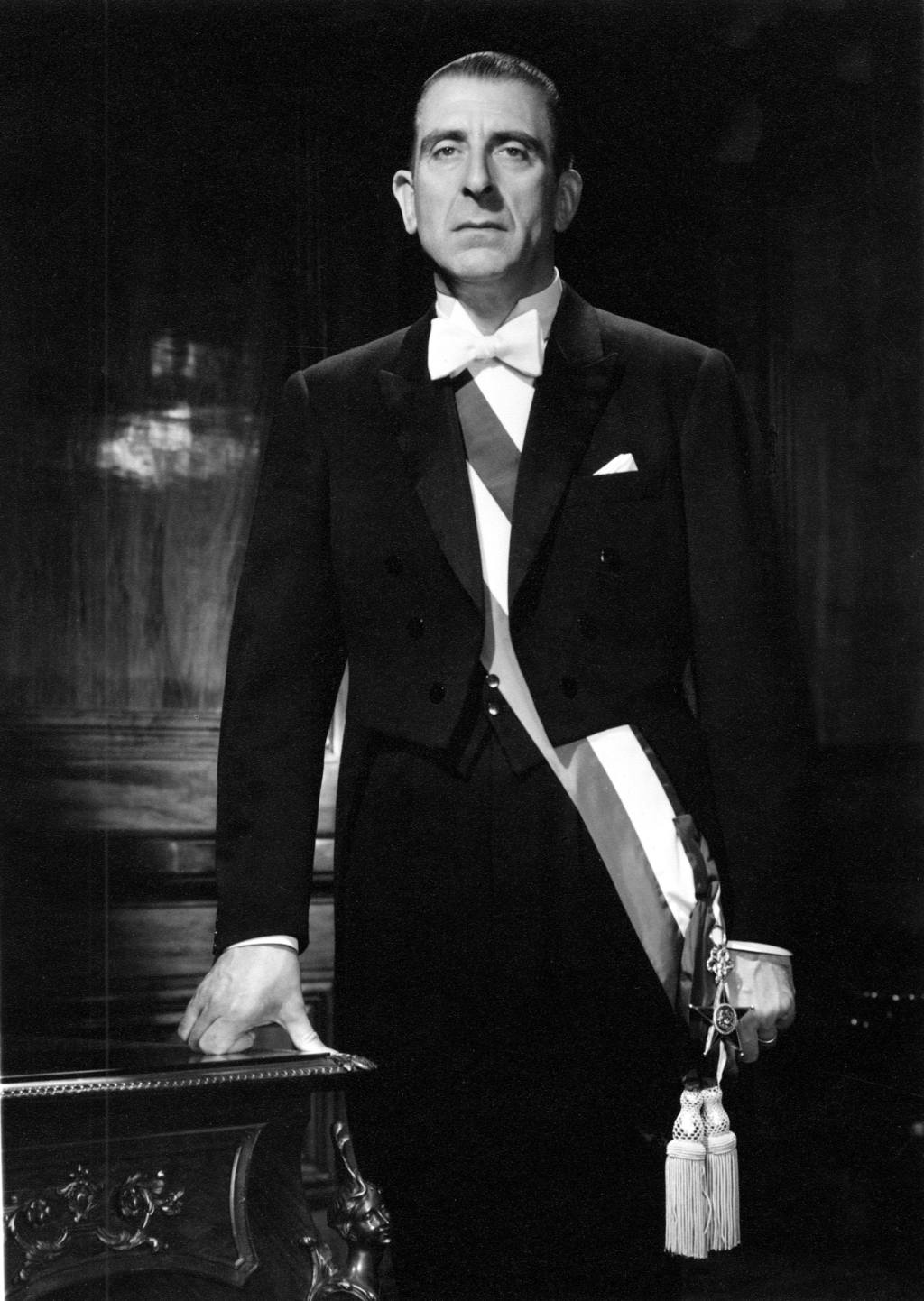
Eduardo Frei Montalva.

Antes de la promulgación de Ley N.º 16.425, la gran minería del cobre era explotada y comercializada por empresas extranjeras. Anteriormente se había regulado la situación tributaria y de fiscalización por la Ley N.º 11.828 (o Ley del Nuevo Trato) publicada el 5 de mayo de 1955. El 21 de diciembre de 1964 se anunció por el gobierno la concreción de un acuerdo con las empresas extranjeras para aumentar la producción, refinación total del cobre en el país, intervención del Estado en la dirección de las empresas y la comercialización internacional e incorporar a la economía nacional las empresas del cobre. Para ello requería de una ley que formalizara dichos acuerdos.

## Efectos
Por la Ley N° 16.425 que dice que: 
- Se crea la Corporación del Cobre, como ente estatal encargado de fiscalizar la producción y venta internacional. Así como actuar en representación del Estado en las sociedades mineras mixtas;
- Actualización de legislación minera; y
- Se establecen las Sociedades Mineras Mixtas, con participación del 25% del Estado chileno. En este punto se establecieron convenios con:
  - La Braden Copper Company (filial de la Kennecott Copper Corporation) para formar la Sociedad Minera El Teniente S.A.
  - Con la Anaconda Copper Company en sus filiales Andes Copper Mining Co. y la Chile Exploration Co. con participación del 25% del Estado y la creación de la Compañía Minera Exótica.
  - Con la Cerro Corporation para formar la Sociedad Minera Andina.

En 1969 se efectúan negociaciones para aumentar la participación del Estado en un 51% (nacionalización pactada).